# Eva Hart
Eva Miriam Hart (ur. 31 stycznia 1905 w Ilford, Londyn, zm. 14 lutego 1996 w Chadwell Heath) – jedna z ostatnich ocalałych pasażerów Titanica.

## Młodość
Eva Hart urodziła się 31 stycznia 1905 roku w Ilford. Była córką Benjamina Harta i Esthery Bloomfield. Na początku 1912 roku jej rodzice postanowili wyemigrować do Winnipeg leżącego w Kanadzie, aby otworzyć sklep tytoniowy.

## Na pokładzie Titanica
10 kwietnia cała rodzina weszła na statek jako pasażerowie drugiej klasy. Matka Evy nie była pewna tego, czy Titanic na pewno jest niezatapialny. Przeczuwała katastrofę. Z tego powodu spała tylko w ciągu dnia.
Gdy statek uderzył w górę lodową 14 kwietnia, Eva Hart spała. Jej ojciec wpadł do kabiny i poinformował ją oraz żonę o wypadku. Owinął córkę w koc i zostawił rodzinę w szalupie nr 14. Powiedział do Evy: Złap mamę za rękę i bądź dobrą dziewczynką.Wówczas Eva widziała swojego ojca ostatni raz.
Wraz z matką została zabrana przez RMS Carpathia do Nowego Jorku. Dopłynęły tam 18 kwietnia. Jej ojciec zginął w katastrofie, a jego ciało, nawet jeśli znalezione, nigdy nie zostało zidentyfikowane.
Po przypłynięciu do Nowego Jorku obie wróciły do Anglii. Esther wyszła ponownie za mąż. Evę – jak sama wspomniała w 1993 roku – dręczyły koszmary związane z katastrofą. Aby zlikwidować swój lęk przed morzem, zamknęła się w kabinie statku na cztery dni.

## Wspomnienia z Titanica
Mająca wówczas 7 lat, Hart zapamiętała wiele wydarzeń z 14 kwietnia 1912 roku:
Przed wejściem na pokład Titanica nigdy wcześniej nie widziałam statku na żywo, a ten był bardzo duży. Wszyscy pasażerowie byli bardzo podekscytowani. Kiedy zeszliśmy do kabiny moja matka powiedziała ojcu, że nie będzie spała każdej nocy. I rzeczywiście tak zrobiła.
Widziałam jak statek tonie. Nie zamykałam oczu i nie spałam w ogóle. Tego nikt nie mógł zapomnieć.
Pamiętam kolory, dźwięki, wszystko. Najgorsze co pamiętam to krzyki.
Zdawało się, że wszyscy utonęli, a świat zatrzymał się w miejscu. Nie było nic tylko śmiertelna cisza w ciemną noc z gwiazdami nad głową. 
Zespół grał pieśń Być bliżej Ciebie chcę, która często jest śpiewana w kościele.
Widziałam doskonale jak statek przełamał się na pół.

## Życie dorosłe
Przez całe swoje życie pracowała w kilku zawodach. Była zawodową śpiewaczką w Australii, organizatorem Conservative Party oraz sędzią w Anglii.

## Krytyka
Eva Hart była jedną z tych pasażerów, którzy w najbardziej otwarty sposób po 1985 roku, czyli odnalezieniu wraku statku, mówili o niewystarczającej ilości szalup i sposobie ratowania ludzi.
Właśnie za to krytykowała White Star Line. Powiedziała kiedyś: Jeśli statek zostałby storpedowany, to wojna. Jeśli roztrzaska się o skały podczas burzy, to natura. Ale umrzeć z powodu małej ilości szalup, to śmieszne.
Kiedy w 1987 roku zaczęto wyławiać różne rzeczy z wraku statku, Hart stwierdziła, że Titanic powinien być traktowany jako grób. Dlatego też potępiła tych, którzy się tym zajmowali, nazywając ich piratami, sępami i złodziejami.

## Późniejsze życie
Była bardzo aktywna w działaniach związanych z Titanicem mając jeszcze ponad 80 lat. W 1982 roku wybrała się do Stanów Zjednoczonych, gdzie wzięła udział w uroczystościach 70. rocznicy zatonięcia statku. Brała jeszcze udział w trzech takich konwencjach: w 1987 roku,1988 i 1992. W 1994 roku napisała autobiografię "Shadow of the Titanic – A Survivor's Story", w której opisała swoje doświadczenia na statku. 15 kwietnia 1995 roku, w 83. rocznicę katastrofy wraz z Edith Brown poświęciły temu tablicę pamiątkową w ogrodzie na terenie National Maritime Museum w Londynie.

## Śmierć
Eva Hart zmarła 14 lutego 1996 roku w swoim domu w Chadwell Heath w wieku 91 lat. Ku jej pamięci jeden z pubów w Chadwell Heath nosi nazwę "The Eva Hart".